# Eupithecia striata
Eupithecia striata är en fjärilsart som beskrevs av Barend J. Lempke 1951. Eupithecia striata ingår i släktet Eupithecia och familjen mätare. Inga underarter finns listade i Catalogue of Life.